# Cité souterraine de Naours
La cité souterraine de Naours, plus connue sous le nom de Grottes de Naours, est une ancienne carrière de craie ayant servi de refuge aux habitants du village durant les guerres et invasions qu'a connues la Picardie.
Ce site se situe sur la commune française de Naours, à 14 kilomètres à vol d'oiseau au nord d'Amiens, dans le département de la Somme, en région Hauts-de-France.

## Histoire
De l'Antiquité romaine au XXe siècle, la Picardie connut de nombreuses guerres et invasions.

### Les muches duXVesiècleauXVIIIesiècle
À partir du XVe siècle, la population picarde utilisa régulièrement des muches comme refuge et utilisa de nombreux stratagèmes pour éviter de se faire repérer.
Aujourd’hui, les recherches archéologiques de l'INRAP confortent la thèse d’une importante occupation au début du XVIIe siècle pendant la guerre de Trente Ans, attestée par des inscriptions, des pièces de monnaie, des poteries et des balles de mousquets.
Sous le règne de Louis XVI, ces muches servirent aux contrebandiers du sel, les faux-saulniers, pour échapper à la gabelle. Ils y établirent un dépôt de sel. Plus tard, les refuges furent de moins en moins occupés, puis tombèrent dans l'oubli.

### La découverte des grottes au XIXe siècle
C'est le 15 décembre 1887 que le curé de Naours, Ernest Danicourt, ayant entrepris de retrouver l'emplacement du site dont les entrées s'étaient rebouchées dès le début du siècle, redécouvre l'entrée de la ville souterraine avec l'aide de ses paroissiens.
Il se consacre alors, jusqu'en 1912, à l'exploration du réseau de galeries et à sa remise en état. Il y découvre une grande quantité d'objets usuels qui lui permettent d'en dater l'occupation, ainsi que des ossements d'animaux et des fossiles.
Le 3 juillet 1893, la Société française d'archéologie, à laquelle appartenait l'érudit abbé Danicourt, s'est réunie dans les grottes, en présence de la Société d'émulation d'Abbeville et les membres de la Société des antiquaires de Picardie.

### Les grottes au XXe siècle
Durant la Première Guerre mondiale, le souterrain fut visité par des troupes alliées entre 1915 et 1918. De nombreux soldats ont laissé leur nom en visitant ce site en simples « touristes ».
Les fouilles menées par l'INRAP de 2014 à 2016 tentent aujourd'hui d'identifier ces soldats.
Durant la Seconde Guerre mondiale, elles furent d'abord occupées par les troupes britanniques comme réserve à matériel et carburant. Puis en 1941, l'armée allemande les utilise d'abord comme entrepôt à munitions et en 1943 comme base défensive en liaison avec le mur de l'Atlantique ; de gros travaux de maçonnerie y sont alors réalisés.

## Un lieu touristique
L'abbé Danicourt fut le premier à ouvrir le souterrain au public.
Le site est toujours resté ouvert au public depuis (hors Seconde Guerre mondiale).
Depuis 2014, la Communauté de Communes du Territoire Nord Picardie a repris la gestion du domaine.

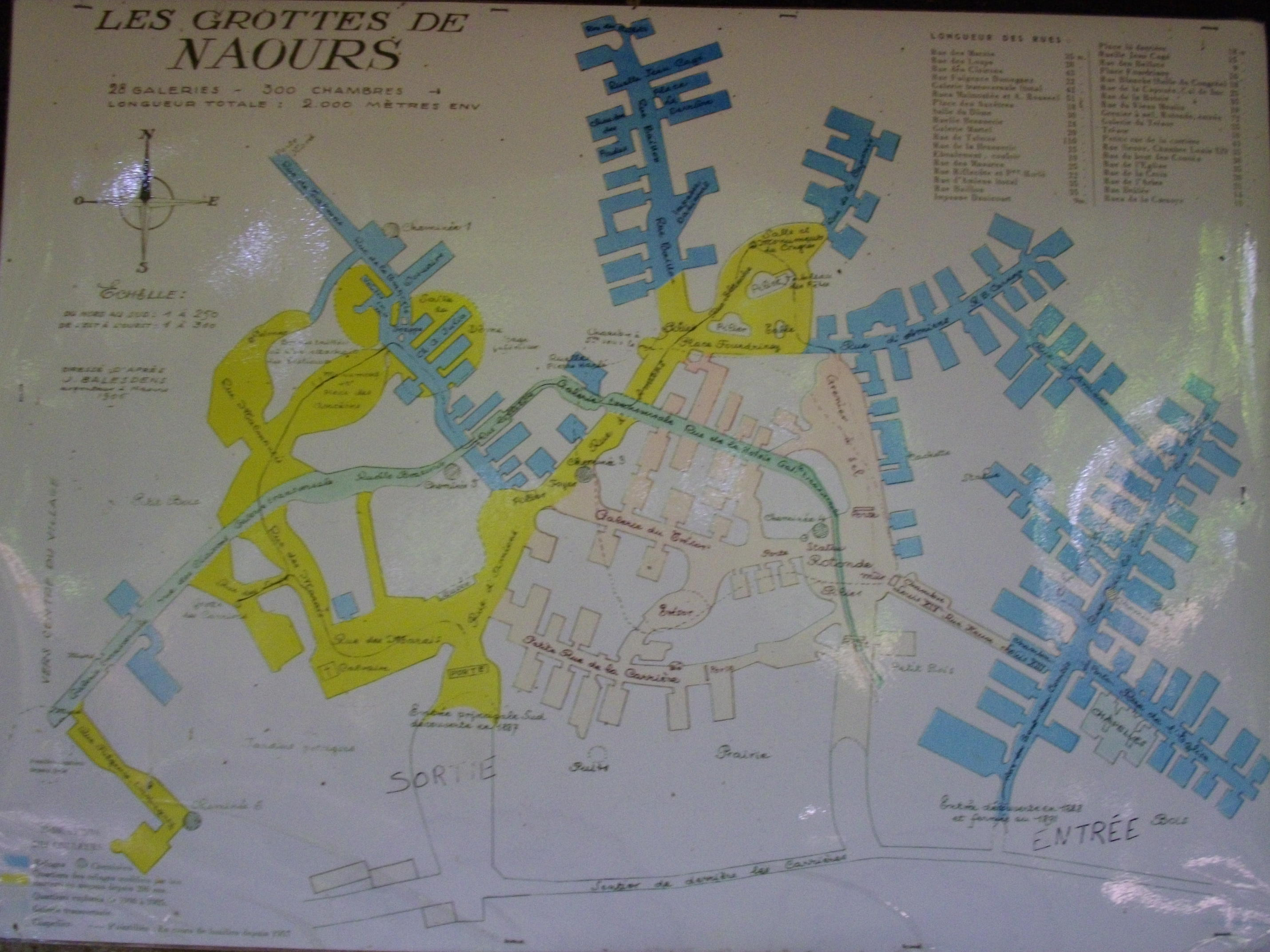
Plan des muches de Naours.
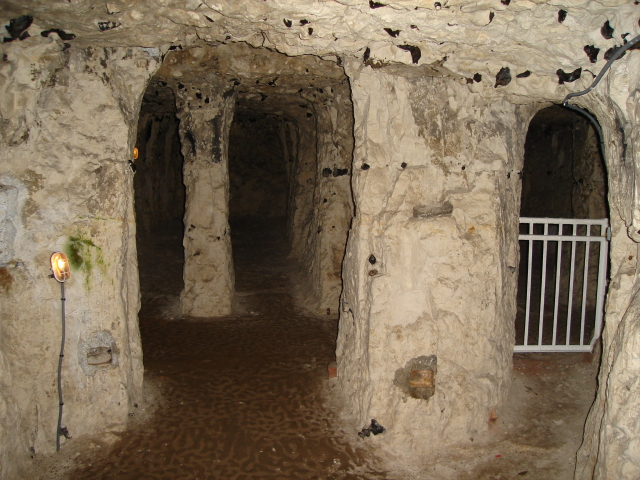
Les galeries de la chapelle.
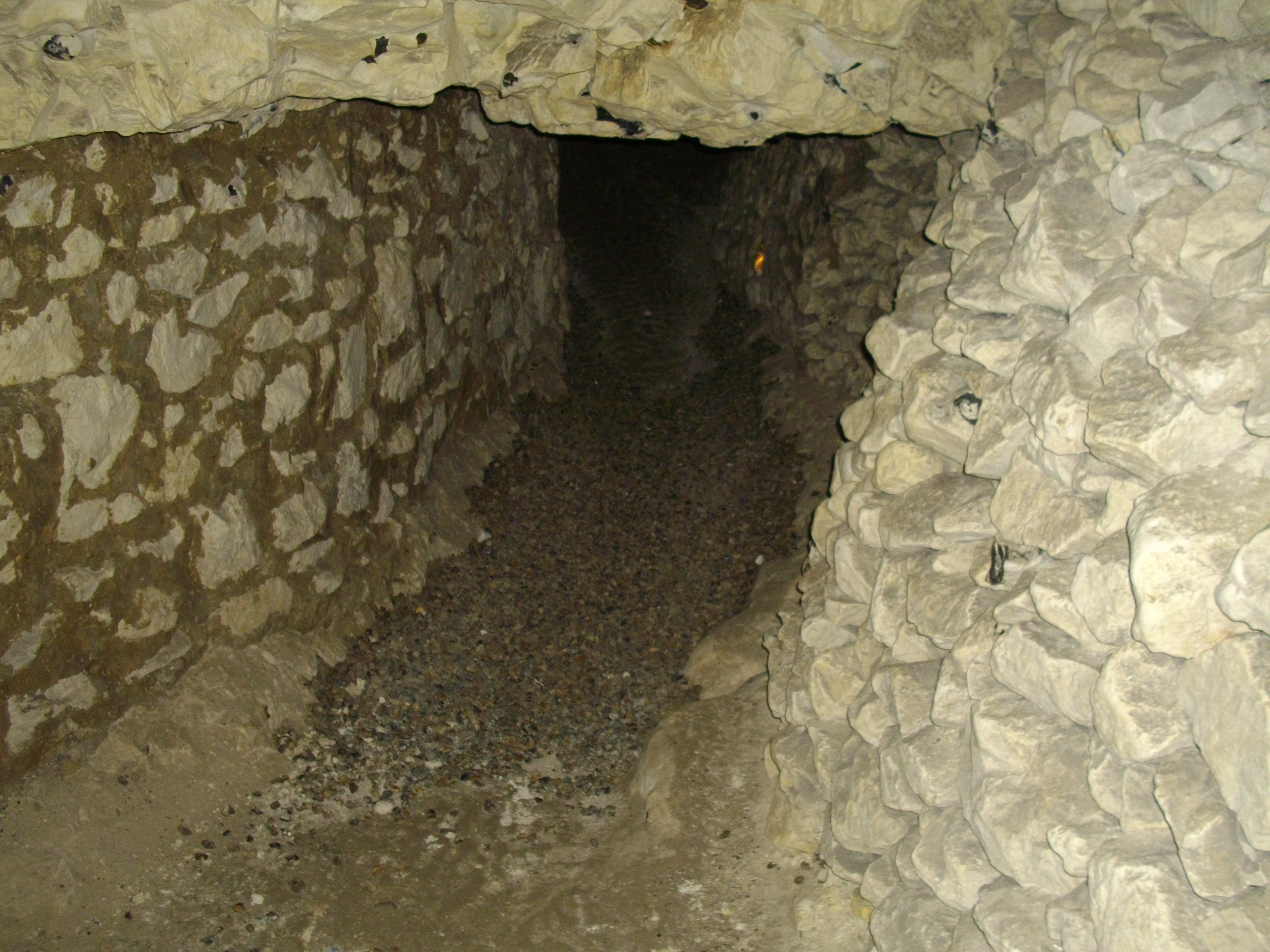
Passage aux graviers.

## Description
Ce souterrain-refuge ou muches (« cachettes » en picard)  comprend 28 galeries sur lesquelles sont réparties environ 130 pièces, à une profondeur moyenne de 33 mètres sous la colline. La hauteur des galeries varie entre 1,60 m et 2 m ; la température y est constante tout au long de l'année, à 9,5 °C.
La partie carrière commença probablement à être creusée vers le XIIe siècle, puis fut agrandie sous la forme de refuge au XVIe siècle pour les villageois et leur cheptel, au moment des invasions.
Une importante occupation durant la guerre de Trente Ans a été attestée par l'archéologie.
Cette cité souterraine pouvait abriter près de 2 000 personnes. Tout au long des galeries se trouvent les chambres des différentes familles. Se remarquent aussi les étables avec les auges, les cheminées d'aération et les cheminées à fumée qui ressortaient dans celles des maisons.
Un peu partout sur les parois on trouve des inscriptions, signes religieux, etc. avec des dates s'échelonnant de l'an 1340 à 1792.
Des fossiles d'inocérames et d’ammonites, grosses huîtres du Crétacé, sont incrustés dans la craie.
En fin de visite du réseau souterrain, un petit musée présente les métiers d'autrefois autour de 14 personnages de cire dans leurs environnements typiques. Un centre d’interprétation sur les graffitis de la Grande Guerre a également été mis en place.

## Parc des Grottes de Naours

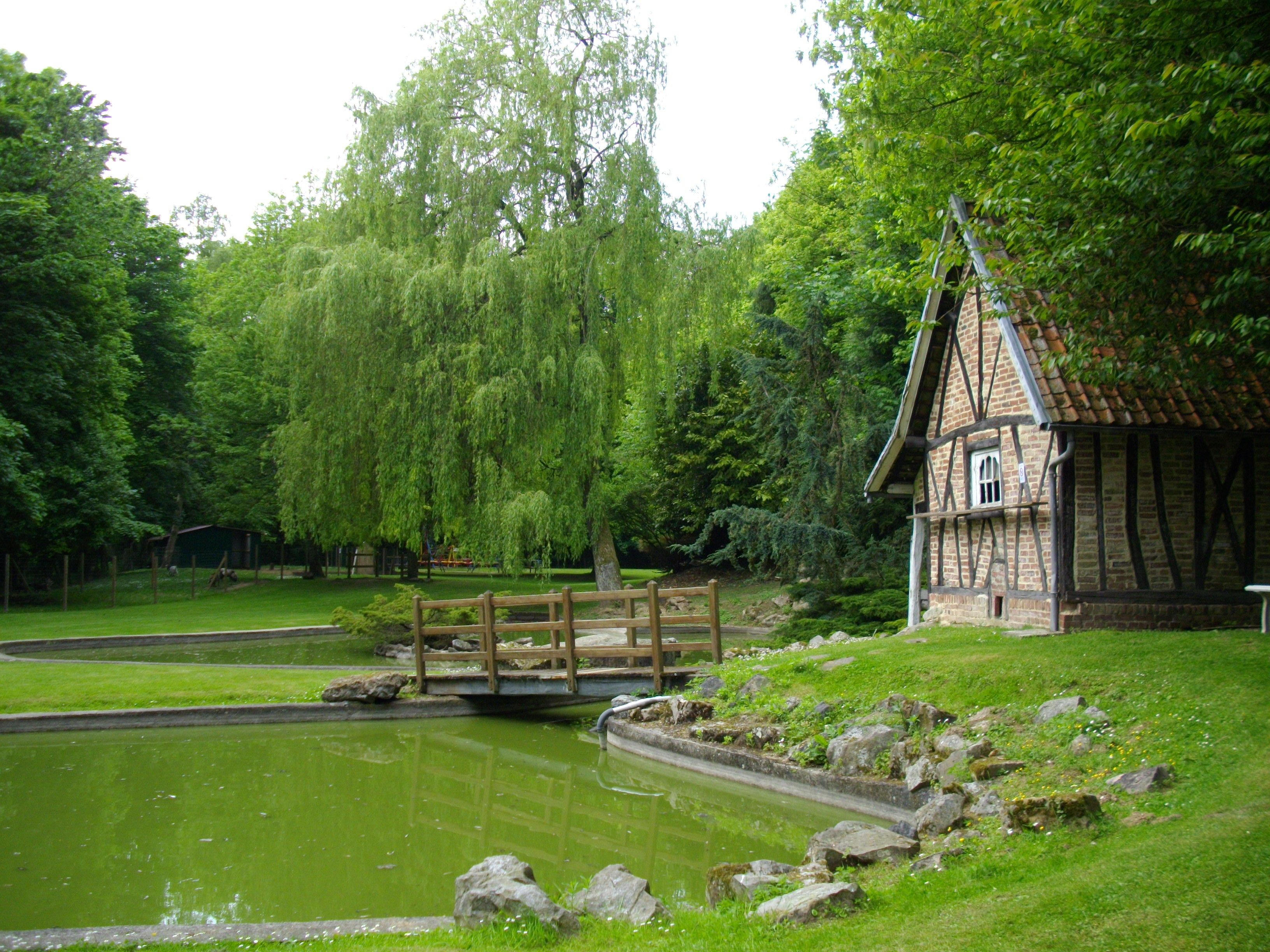
Parc.

Dans le parc en contrebas des grottes, on trouve une plaine de jeux pour les enfants, un mini-golf, un petit parc animalier, un bar, un restaurant, une aire de pique-nique. Installé dans le parc boisé de 12 hectares du domaine de la cité souterraine, un parc accrobranche propose 55 ateliers répartis sur quatre parcours à difficultés croissantes.

### Moulins de la colline du Guet
Au-dessus des grottes se trouvent deux moulins à vent de type à pivot :
- Le moulin du Belcan[3], ancien moulin à huile. Il est inscrit monument historique depuis 1961. Il provient de Linselles dans le Nord. Il est, parfois, accessible à la visite grâce à l'association Nor Patrimoine.

- Le moulin Westmolen[4], moulin à grain. C'est un moulin du XVIe siècle qui provient de Stavele (Belgique). Il est inscrit monument historique depuis 1976.

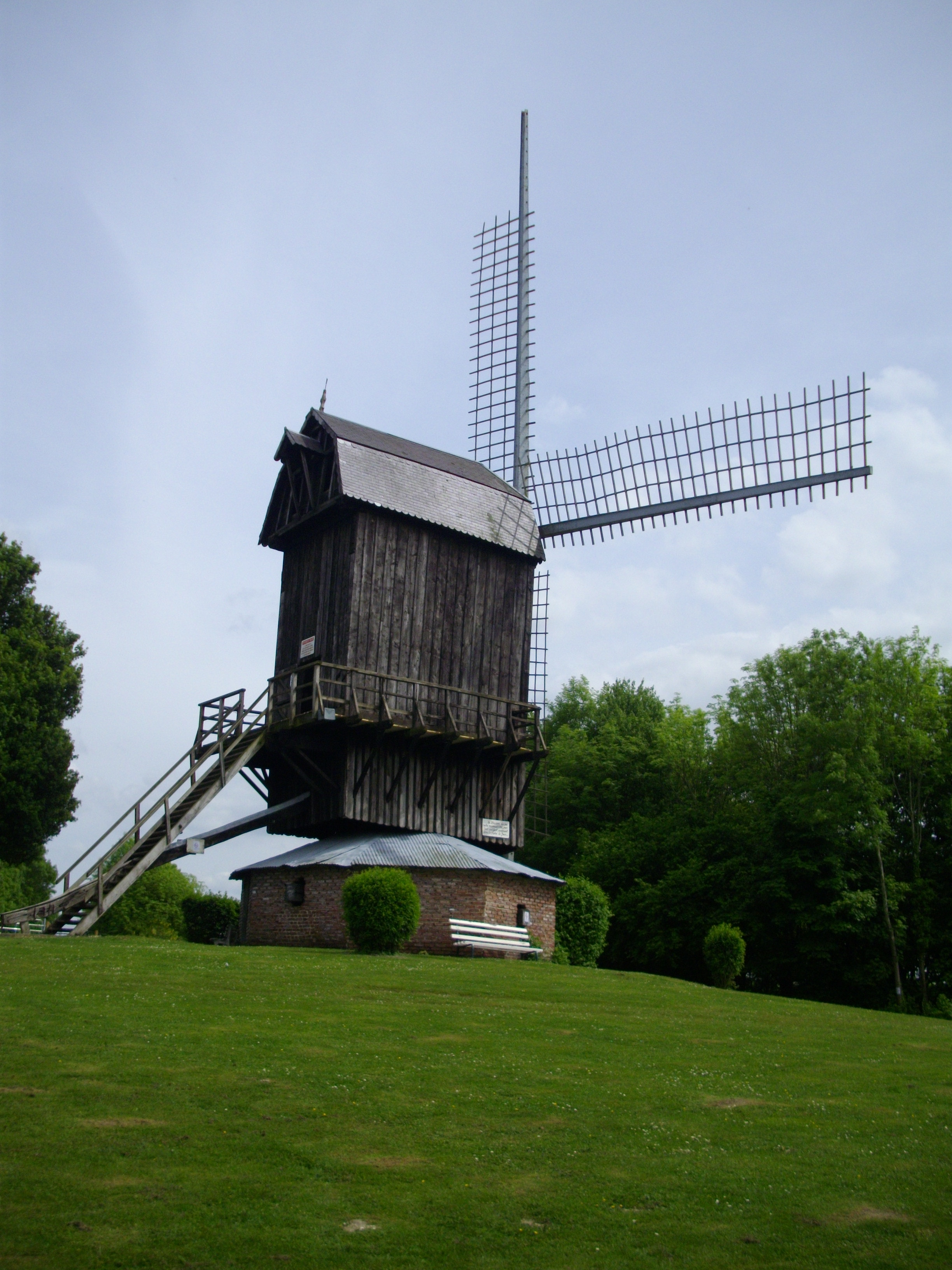
Moulin du Belcan.
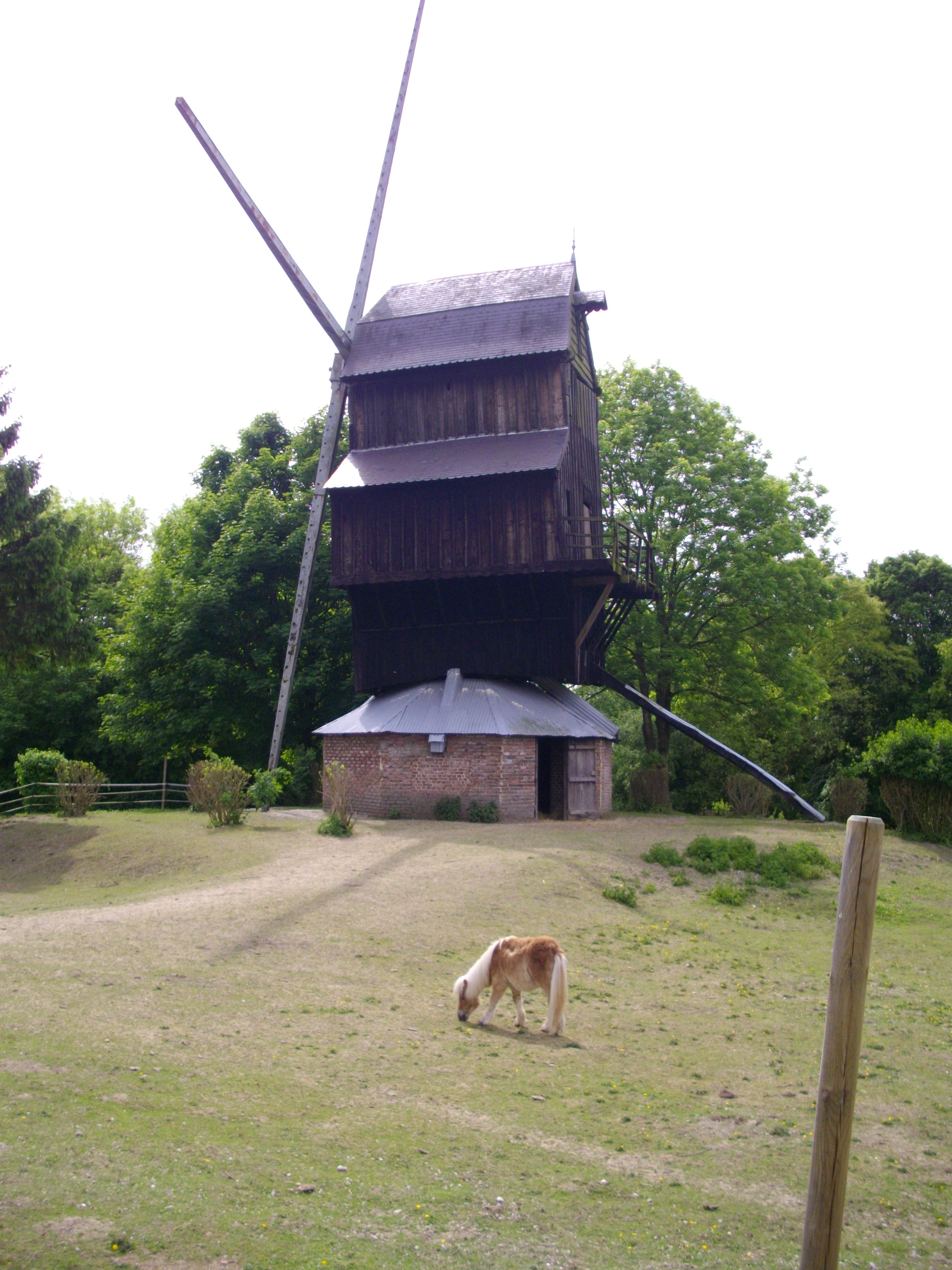
Moulin Westmolen.